# Fächerflosser
Die Fächerflosser (Caulophrynidae) sind eine Familie der Tiefsee-Anglerfische (Ceratioidei). Sie leben im Atlantik, Pazifik und im Indischen Ozean in der Tiefsee.

## Merkmale
Die Fische haben einen runden bis ovalen Körper und besitzen stark verlängerte Rücken- und Afterflossenstrahlen. Die vier Arten der Gattung Caulophryne haben Leuchtorgane, 14 bis 22 Rücken- und 12 bis 19 Afterflossenstrahlen. Robia legula fehlen die Leuchtorgane und die Anzahl der Rücken- und Afterflossenstrahlen beträgt sechs bzw. fünf. Die Schwanzflosse aller Arten hat acht Flossenstrahlen. Bauchflossen sind nur bei den Larven vorhanden, bei adulten Tieren fehlen sie. Weibchen werden 14 bis 20 cm lang. Die Zwergmännchen bleiben kleiner als 1,5 cm. Sie leben parasitisch, angewachsen an die Weibchen.

## Arten
- Gattung Caulophryne
  - Caulophryne jordani Goode & Bean, 1896
  - Caulophryne pelagica (Brauer, 1902)
  - Caulophryne pietschi Balushkin & Fedorov, 1985
  - Caulophryne polynema Regan, 1930
- Gattung Robia
  - Robia legula Pietsch, 1979